# Wimbledon 1978
De 92e editie van het Britse grandslamtoernooi, Wimbledon 1978, werd gehouden van maandag 26 juni tot en met zaterdag 8 juli 1978. Voor de vrouwen was het de 85e editie van het graskampioenschap. Het toernooi werd gespeeld bij de All England Lawn Tennis and Croquet Club in de wijk Wimbledon van de Britse hoofdstad Londen.
Op de enige zondag tijdens het toernooi (Middle Sunday) werd traditioneel niet gespeeld.
Het toernooi van 1978 trok 335.501 toeschouwers.

## Belangrijkste uitslagen
Mannenenkelspel

Finale: Björn Borg (Zweden) won van Jimmy Connors (Verenigde Staten) met 6-2, 6-2, 6-3
Vrouwenenkelspel

Finale: Martina Navrátilová (Tsjecho-Slowakije) won van Chris Evert (Verenigde Staten) met 2-6, 6-4, 7-5
Mannendubbelspel

Finale: Bob Hewitt (Zuid-Afrika) en Frew McMillan (Zuid-Afrika) wonnen van John McEnroe (Verenigde Staten) en Peter Fleming (Verenigde Staten) met 6-1, 6-4, 6-2
Vrouwendubbelspel

Finale: Kerry Reid (Australië) en Wendy Turnbull (Australië) wonnen van Mima Jaušovec (Joegoslavië) en Virginia Ruzici (Roemenië) met 4-6, 9-810, 6-3
Gemengd dubbelspel

Finale: Betty Stöve (Nederland) en Frew McMillan (Zuid-Afrika) wonnen van Billie Jean King (Verenigde Staten) en Ray Ruffels (Australië) met 6-2, 6-2
Meisjesenkelspel

Finale: Tracy Austin (Verenigde Staten) won van Hana Mandlíková (Tsjecho-Slowakije) met 6-0, 3-6, 6-4
Jongensenkelspel

Finale: Ivan Lendl (Tsjecho-Slowakije) won van Jeff Turpin (Verenigde Staten) met 6-3, 6-4
Dubbelspel bij de junioren werd voor het eerst in 1982 gespeeld.

## Toeschouwersaantallen en bezoekerscapaciteit
|           |        | Eerste week |         | Tweede week |
| --------- | ------ | ----------- | ------- | ----------- |
| Maandag   |        | 29.986      |         | 30.857      |
| Dinsdag   | 33.693 | 26.944      |         |             |
| Woensdag  | 38.290 | 22.154      |         |             |
| Donderdag | 29.817 | 20.958      |         |             |
| Vrijdag   | 36.211 | 18.300      |         |             |
| Zaterdag  | 30.200 | 18.091      |         |             |
| Zondag    | –      | –           |         |             |
| Totaal    |        | 335.501     | 335.501 | 335.501     |

|  | = slecht weer (meer dan twee uur niet gespeeld) |
|  | = gehele dag niet gespeeld, vanwege de regen    |

| Baan                           | Zitplaatsen                    |                                | Baan                           | Zitplaatsen   |
| ------------------------------ | ------------------------------ | ------------------------------ | ------------------------------ | ------------- |
| Centre Court                   | 10.651                         |                                | Court No. 8                    | –             |
| Court No. 1                    | 5.100                          | Court No. 9                    | –                              |               |
| Court No. 2                    | 1.650                          | Court No. 10                   | –                              |               |
| Court No. 3                    | 800                            | Court No. 11                   | –                              |               |
| Court No. 4                    | –                              | Court No. 12                   | –                              |               |
| Court No. 5                    | –                              | Court No. 13                   | –                              |               |
| Court No. 6                    | 250                            | Court No. 14                   | 1.450                          |               |
| Court No. 7                    | 250                            |                                |                                |               |
| Totaal zitplaatsen             | Totaal zitplaatsen             | Totaal zitplaatsen             | Totaal zitplaatsen             | 20.151        |
|                                |                                |                                |                                |               |
| Bezoekerscapaciteit tennispark | Bezoekerscapaciteit tennispark | Bezoekerscapaciteit tennispark | Bezoekerscapaciteit tennispark | 31.000-32.000 |

1877 · 1878 · 1879 · 1880 · 1881 · 1882 · 1883 · 1884 · 1885 · 1886 · 1887 · 1888 · 1889 · 1890 · 1891 · 1892 · 1893 · 1894 · 1895 · 1896 · 1897 · 1898 · 1899 · 1900 · 1901 · 1902 · 1903 · 1904 · 1905 · 1906 · 1907 · 1908 · 1909 · 1910 · 1911 · 1912 · 1913 · 1914 · 1915–1918 · 1919 · 1920 · 1921 · 1922 · 1923 · 1924 · 1925 · 1926 · 1927 · 1928 · 1929 · 1930 · 1931 · 1932 · 1933 · 1934 · 1935 · 1936 · 1937 · 1938 · 1939 · 1940–1945 · 1946 · 1947 · 1948 · 1949 · 1950 · 1951 · 1952 · 1953 · 1954 · 1955 · 1956 · 1957 · 1958 · 1959 · 1960 · 1961 · 1962 · 1963 · 1964 · 1965 · 1966 · 1967
↓ open tijdperk ↓
1968 (m-v-md-vd-gd) · 1969 (m-v-md-vd-gd) · 1970 (m-v-md-vd-gd) · 1971 (m-v-md-vd-gd) · 1972 (m-v-md-vd-gd) · 1973 (m-v-md-vd-gd) · 1974 (m-v-md-vd-gd) · 1975 (m-v-md-vd-gd) · 1976 (m-v-md-vd-gd) · 1977 (m-v-md-vd-gd) · 1978 (m-v-md-vd-gd) · 1979 (m-v-md-vd-gd) · 1980 (m-v-md-vd-gd) · 1981 (m-v-md-vd-gd) · 1982 (m-v-md-vd-gd) · 1983 (m-v-md-vd-gd) · 1984 (m-v-md-vd-gd) · 1985 (m-v-md-vd-gd) · 1986 (m-v-md-vd-gd) · 1987 (m-v-md-vd-gd) · 1988 (m-v-md-vd-gd) · 1989 (m-v-md-vd-gd) · 1990 (m-v-md-vd-gd) · 1991 (m-v-md-vd-gd) · 1992 (m-v-md-vd-gd) · 1993 (m-v-md-vd-gd) · 1994 (m-v-md-vd-gd) · 1995 (m-v-md-vd-gd) · 1996 (m-v-md-vd-gd) · 1997 (m-v-md-vd-gd) · 1998 (m-v-md-vd-gd) · 1999 (m-v-md-vd-gd) · 2000 (m-v-md-vd-gd) · 2001 (m-v-md-vd-gd) · 2002 (m-v-md-vd-gd) · 2003 (m-v-md-vd-gd) · 2004 (m-v-md-vd-gd) · 2005 (m-v-md-vd-gd) · 2006 (m-v-md-vd-gd) · 2007 (m-v-md-vd-gd) · 2008 (m-v-md-vd-gd) · 2009 (m-v-md-vd-gd) · 2010 (m-v-md-vd-gd) · 2011 (m-v-md-vd-gd) · 2012 (m-v-md-vd-gd) · 2013 (m-v-md-vd-gd) · 2014 (m-v-md-vd-gd) · 2015 (m-v-md-vd-gd) · 2016 (m-v-md-vd-gd) · 2017 (m-v-md-vd-gd) · 2018 (m-v-md-vd-gd) · 2019 (m-v-md-vd-gd) · 2020 · 2021 (m-v-md-vd-gd) · 2022 (m-v-md-vd-gd) · 2023 (m-v-md-vd-gd) · 2024 (m-v-md-vd-gd)
Lijst van Wimbledonwinnaars · Toernooien per editie